# Limosín (provincia)
Correspondiendo anteriormente a una zona geográfica y cultural, el Limosín constituyó una provincia del reino de Francia desde 1589 hasta la Revolución, antes de materializarse un distrito de acción regional en 1960 y luego una región administrativa hasta 2015, fecha de su fusión en el Nueva Aquitania.

## Historia

### Integración del territorio al dominio real

El Reino de Francia y feudos vecinos en 1180.

El Reino de Francia y feudos vecinos en 1477.

A finales del siglo XV, el territorio del actual Limosín se dividía generalmente entre las posesiones de dos familias del suroeste de Francia, la casa de Albret (vizcondado de Limoges, vizcondado de Turenne, condado de Périgord) y la casa de Armagnac (condado de la Marche), mientras que algunas franjas marginales pertenecían a ducados independientes (Borbonés al este) o feudos del rey de Francia (condado de Angulema desde el siglo XIV, Poitou desde el siglo XIII).
En 1531, Marche se integró definitivamente al dominio real. En 1572, la casa de Borbón, en la persona de Enrique de Borbón, sucedióe a la madre de este último, Juana III de Albret, al frente de varios feudos de la casa de Albret; Enrique era a la vez vizconde de Limoges y conde de Perigord. Su ascenso al trono de Francia en 1589 bajo el nombre de Enrique IV precipitó la anexión de estos territorios a la corona.

### Provincia real
Respondiendo a criterios difusos y criticables para todas las provincias del Antiguo Régimen, la provincia de Limosín correspondía a un territorio que abarca la mitad sur de Limosín contemporáneo, la mitad norte a Marche. La provincia estaba calificada de manera diferente en Limoges (Limosín superior) o Tulle (Limosín inferior).
En 1738, el vizcondado de Turenne, que hasta entonces había seguido disfrutando de una gran autonomía, finalmente se unió al Reino de Francia y se integró en la provincia.

### Desaparición de la provincia
La provincia de Limosín desapareció con la Revolución francesa. El territorio se desmanteló entre tres nuevos departamentos instaurados: principalmente Corrèze y Alto Vienne, y en menor medida Dordoña.

### Limosín contemporáneo
Limosín renació como entidad oficial en el siglo XX, pero en un sentido más amplio, abarcando el departamento de Creuse, pero históricamente marchois: primero como "región de Clémentel" en 1919, y luego como "región programa", luego circunscripción de acción regional y finalmente como colectividad territorial desde 1982 hasta 2015.
El declive del topónimo Marche, en beneficio del de Limosín, genera confusión toponímica: la atribución del nombre "Alto Limosín" a los proyectos intercomunales del norte del departamento de Alto Vienne a fines del siglo XX, si bien históricamente es un territorio de la Baja Marche, ignora el uso original de los términos alto y bajo que precedieron a los nombres de las provincias, expresando su grado de distancia de la capital del Reino de Francia, no su latitud o altitud.